# Bernhard Anton Waber
Bernhard Anton Waber (* 20. Mai 1884 in Kroměříž; † 6. Februar 1945 in Spandau) war General der Flieger der deutschen Luftwaffe und wurde 1945 auf Befehl von Hermann Göring vor ein Kriegsgericht gestellt und hingerichtet.

## Frühe Jahre und Erster Weltkrieg
Waber trat 1907 als Offiziersanwärter in die österreichische Armee ein und befand sich bei Ausbruch des Ersten Weltkriegs an der österreichischen Kriegsakademie. Er wurde sofort als Stabsoffizier einer Infanteriebrigade zugeteilt, diente in dieser Funktion bei verschiedenen Infanteriebrigaden und wurde 1915 vom Oberleutnant zum Hauptmann befördert. Anschließend diente er im Generalstab der 3. Armee an der Ostfront. 1918 wurde er dem Generalstab der Armee des Ostens zugeteilt.
Nach dem Krieg diente er weiterhin in der Armee der Ersten Österreichischen Republik und erreichte 1936 den Rang eines Generalmajors. Noch im selben Jahr trat er in den Ruhestand. Zum 23. Mai 1932 trat er der NSDAP in Österreich bei (Mitgliedsnummer 1.089.584).

## Wehrmacht
Einige Tage nach dem Anschluss Österreichs an das Deutsche Reich kehrte er am 17. März 1938 in den aktiven Dienst der deutschen Luftwaffe zurück. Er diente während des Zweiten Weltkriegs vor allem als Kommandeur verschiedener Verwaltungsgebiete an der Ostfront.
Im Jahr 1940 wurde er zum Generalleutnant befördert und 1941, kurz vor dem deutschen Überfall auf die Sowjetunion, zum Kommandeur des Luftgaus VIII mit Sitz in Breslau ernannt. Später im Jahr 1941 wurde er zum Kommandeur des Luftgaukommandos Kiew ernannt und Anfang 1942 zum General der Flieger befördert. Noch im selben Jahr wurde er zum Befehlshaber des Luftgaukommandos Charkow und 1944 zum Befehlshaber des Luftgaus XXX mit Sitz in Belgrad ernannt. Ab dem 29. August 1944 wurde ihm das Amt eines Kommandierenden Generals der Deutschen Luftwaffe Nordbalkan übertragen.
Beförderungen in der Übersicht
| Abzeichen | Rang                | Jahr              |
| --------- | ------------------- | ----------------- |
|           | k.u.k. Leutnant     | 8. August 1907    |
|           | k.u.k. Oberleutnant | 1. November 1912  |
|           | k.u.k. Hauptmann    | 1. Juli 1915      |
|           | Major               | 1. Juli 1920      |
|           | Oberstleutnant      | 1. Juni 1924      |
|           | Oberst              | 1. Februar 1930   |
|           | Generalmajor        | 22. Juni 1936     |
|           | Generalleutnant     | 1. September 1940 |
|           | General der Flieger | 1. März 1942      |

Verwendungen in der Übersicht
- 1939 Kommandeur der Abwicklungs- und Übergabestelle Prag
- 1939 Kommandierender General und Befehlshaber im Luftgau VIII
- 1941 Kommandierender General und Befehlshaber im Feldluftgau Kiew
- 1942 Kommandierender General und Befehlshaber im Feldluftgau Charkow
- 1943 Kommandierender General und Befehlshaber im Luftgau XXX
- 1944 Kommandierender General der Deutschen Luftwaffe Nordbalkan

## Verhaftung und Hinrichtung
Ab Herbst 1944 war Waber offenbar an Plünderungen und Diebstählen von deutschem Regierungseigentum beteiligt und ließ in seinem Kommando zügellose Schwarzmarktaktivitäten zu. Luftwaffenchef Hermann Göring, verärgert über Defätismus und nicht genehmigte Rückzüge in der Luftwaffe, ließ Waber am 1. November 1944 zusammen mit drei anderen Luftwaffengenerälen verhaften. Die anderen drei wurden vor Gericht gestellt und freigesprochen, aber Waber wurde wegen „schwerer Misswirtschaft in seinem Hauptquartier und seinem Stab und zügellosem Defätismus in seinem gesamten Gebiet“ zum Tode verurteilt. Er wurde am 6. Februar 1945 im Gefängnis Spandau hingerichtet (je nach Quelle entweder durch Erhängen oder durch Erschießen).
Waber wurde in der Kriegsgräberstätte in Berlin-Spandau, Friedhof In den Kisseln bestattet.

## Trivia
Waber stiftete mehrere nichttragbare Auszeichnungen der deutschen Luftwaffe während des Zweiten Weltkrieges, so die Plakette des Luftgaues Kiew, Plakette des Luftgaues Charkow, Ehrenplakette des Feld-Luftgaues XXX und die Ehrenplakette des Luftgaukommandos VIII.